# Wyrostki kuprowe
Wyrostki kuprowe (łac. appendices anales) – wyrostki obecne na odwłoku samic niektórych skoczogonków.
Wyrostki kuprowe położone są na brzusznej stronie ostatniego segmentu odwłoka. Mogą być rozmaicie zmodyfikowane. Występują u samic wielu Symphyleona, w tym wielu Smithuridae.